# La Portellada
La Portellada är en ort i Spanien.   Den ligger i provinsen Provincia de Teruel och regionen Aragonien, i den östra delen av landet, 300 km öster om huvudstaden Madrid. La Portellada ligger 581 meter över havet och antalet invånare är 271.
Terrängen runt La Portellada är kuperad åt sydväst, men åt nordost är den platt. Runt La Portellada är det glesbefolkat, med 14 invånare per kvadratkilometer. Närmaste större samhälle är Valderrobres, 8,4 km öster om La Portellada. Trakten runt La Portellada består till största delen av jordbruksmark.